# Романовський район (Ростовська область)
Романовський район Ростовської області — адміністративно-територіальна одиниця, що існувала в РРФСР у 1924—1957 роках. Районний центр — станиця Романовська.

## Історія
Романовський район було утворено в 1924 році у складі Сальського округу. 1925 року Сальський округ приєднано до Шахтинсько-Донецького округу.
30 липня 1930 Шазтинсько-Донецький округ, як і більшість інших округів СРСР, було скасовано. Його райони відійшли в пряме підпорядкування Північно-Кавказькому краю.
13 вересня 1937 року Романівський район увійшов до складу Ростовської області.
У травні 1957 року замість Романовського району був утворено Волгодонський район Ростовської області.